# جابجاکردن قربانی و سوءاستفاده‌گر
جابجاکردن قربانی و سوءاستفاده‌گر DARVO مخفف Deny (انکار) Attack (حمله) Reverse (برعکس کردن) Victim (قربانی) & Offender (سوءاستفاده‌گر) برای توصیف راهبرد معمول است که توسط سوء‌استفاده‌کنندگان استفاده می‌شود. سوء‌استفاده‌کننده انکار خواهد کرد که تاکنون سوء‌استفاده صورت گرفته، پس از آن یک حمله به قربانی برای تلاش برای پاسخگو کردن سوء‌استفاده‌کننده می‌شود. سپس آنها به دروغ ادعا می‌کنند که آنها یعنی فرد سوء‌استفاده‌کننده قربانی واقعی در این شرایط است، در نتیجه قربانی و سوءاستفاده‌گر برعکس می‌شود. این معمولاً شامل سرزنش قربانی است.
به گفته روان‌شناس جنیفر فرید:
نمونه‌های ادعایی داروو در رویدادهای عمومی عبارتند از:
- رفتار آر. کلی در طی مصاحبه مربوط به دادرسی کیفری علیه وی به دلیل سوءاستفاده جنسی از خردسالان[۳]
- رفتار رئیس‌جمهور دونالد ترامپ در دفاع از خود در برابر ادعاهای آزار جنسی[۴]

در فصل۲۳ ساوت پارک (۲۰۱۹). قسمت آخر یک تماس تلفنی بین هربرت گریسون در نقش دونالد ترامپ و رندی مارش را به تصویر می‌کشد، که در آن داروو به عنوان یک استراتژی برای رندی برای دفاع از خود مورد بحث قرار گرفته‌است.